# Parafia Trójcy Świętej w Krzepielowie
Parafia Trójcy Świętej w Krzepielowie – parafia rzymskokatolicka, terytorialnie i administracyjnie należąca do diecezji zielonogórsko-gorzowskiej, do dekanatu Sława, erygowana 16 października 1945. W parafii posługują księża diecezjalni.